# ガブリエッロ・キアブレーラ

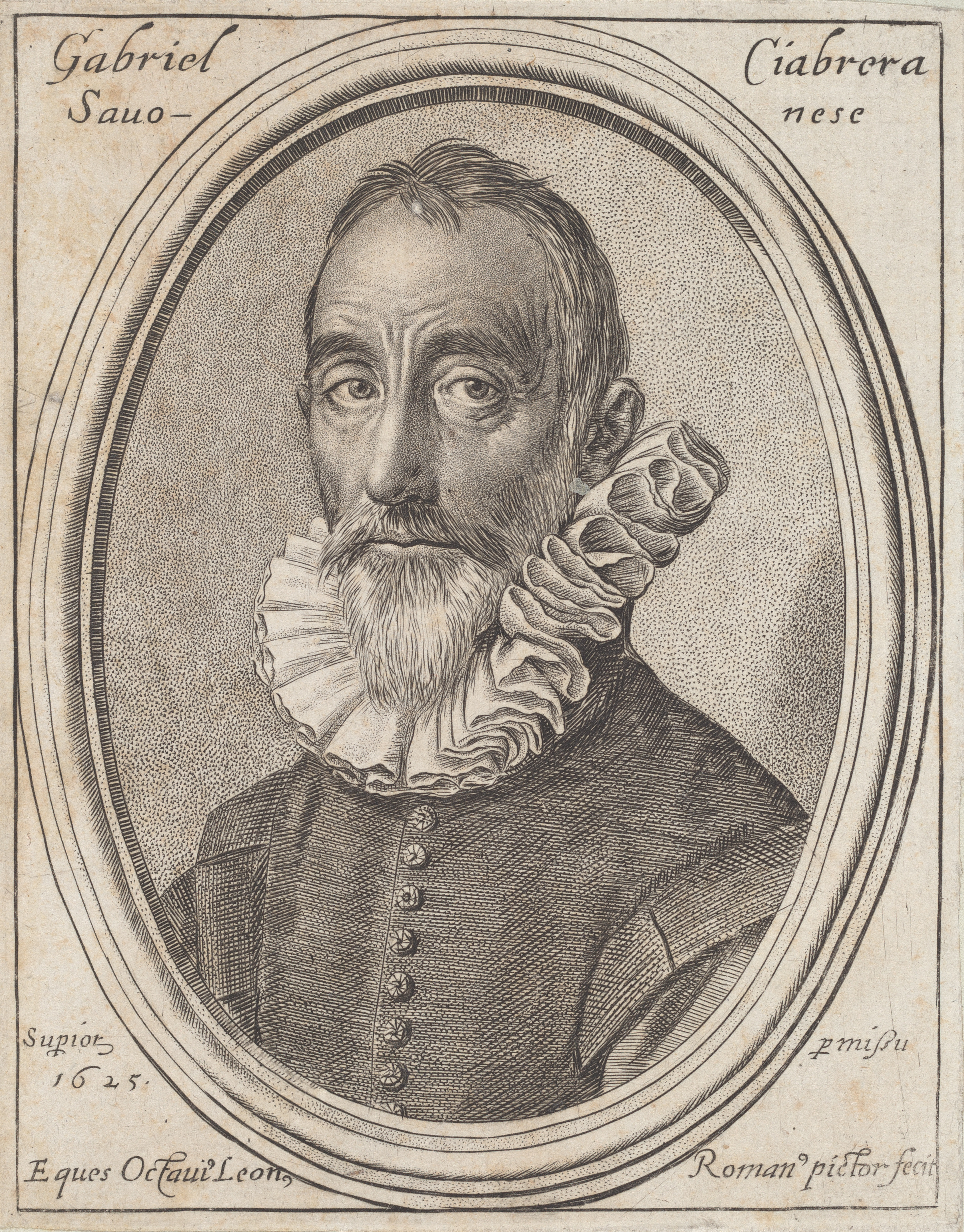
キアブレーラ

ガブリエッロ・キアブレーラ（Gabriello Chiabrera, 1552年6月18日 - 1638年10月14日）は、イタリアの詩人。

## 生涯

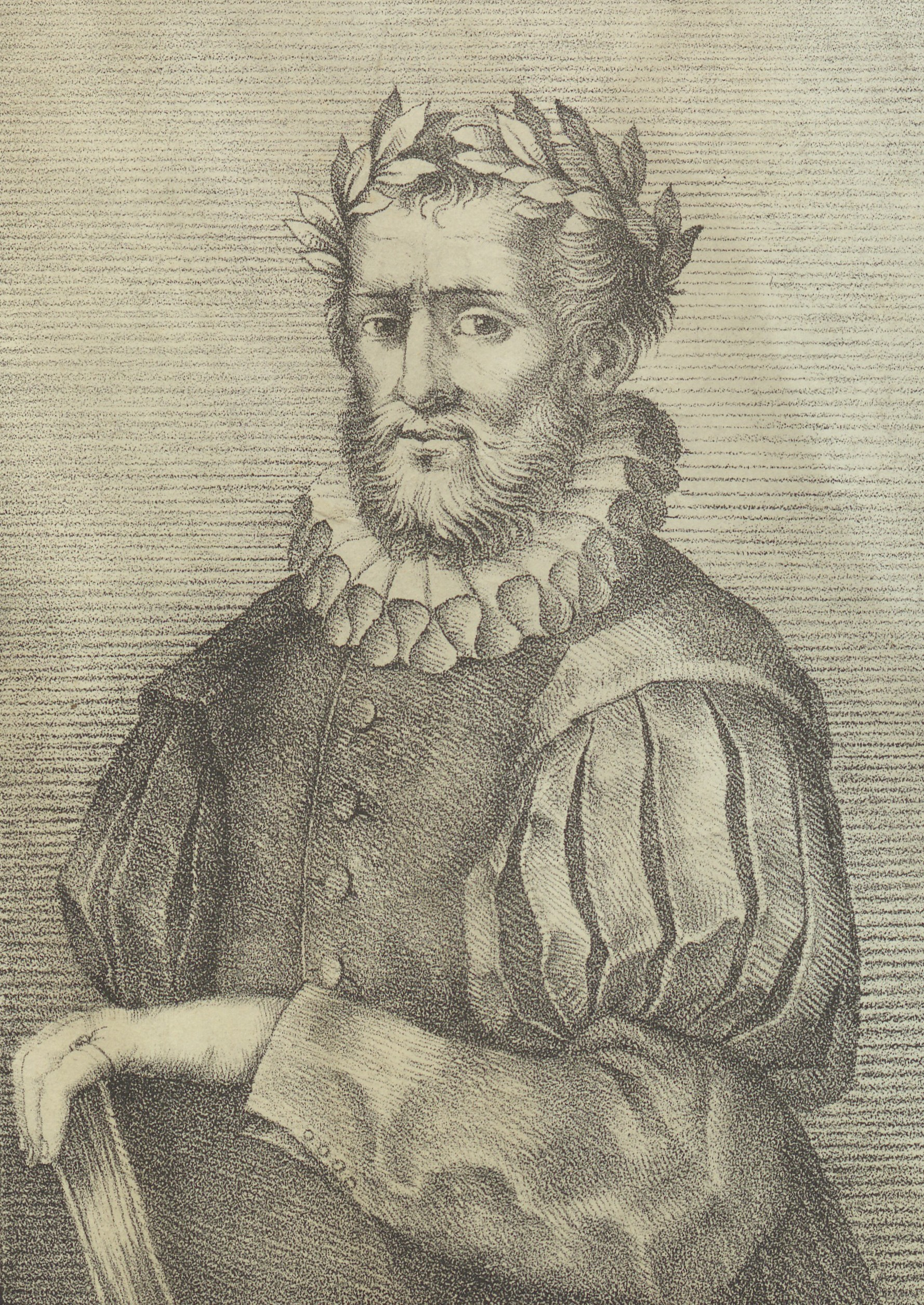

キアブレーラは貴族の家系の出身で、ジェノヴァ共和国の領地の小さな町であったサヴォーナで、より有名な詩人ピエール・ド・ロンサールの誕生から28年後に生まれた。断片的に現存している、彼がガイウス・ユリウス・カエサルのように自分を第三者として記した自伝で述べられているように、彼は父の死後に生まれた子であった。彼は9歳のときにローマへ行き、おじのジョヴァンニに世話された。この地で彼は家庭教師付きで学んでいたが、二度続けて高熱に冒され、最終的には社会のためにイエズス会の学校へ送られた。この場所に彼は20歳になるまで滞在し、彼自身の言葉によれば、「仕事のためというよりも、学問のために」哲学を学んだ。
この頃におじを失い、キアブレーラは「彼自身を見て、また彼らに見られるために再び」サヴォーナへ戻った。しかしそれからすぐ彼はローマに戻り、枢機卿の世帯に加わった。彼は数年間そこに滞在し、しばしばパウルス・マヌティウスやスペローネ・スペローニ（劇作家であり、トルクァート・タッソの評論家であった）の社交界をしばしば訪れ、講義に参加したり談話を聞いたりしていた。彼に浴びせられた侮辱に対する復讐心が彼を再びサヴォーナへ向かわせ、その地で、彼は自らを楽しませるために詩、特にギリシア語の詩を読んだ。
キアブレーラが選んだ詩人はピンダロスとアナクレオンで、彼らについて学び続けるうち、いつしか彼は、自らの舌で彼らのリズムと構成を再現し、新たな解釈の形で彼の国を豊かにしたいという望みを、彼自身の言葉で言うところの「同郷の人であるコロンブスが、新世界をみつけるか溺れ死ぬかであったのと同じように」、抱くようになった。彼の評判はすぐに立ったが、彼はサヴォーナから出ることは滅多になかった（そうするように招かれることはしばしばあったが）。例外としては楽しみのための旅行（これには彼は非常に満足していた）、および彼の詩や劇作家としての才能を買われてしばしば召還されていた王子達の宮廷への訪問などが挙げられる。彼が円熟期にあった50歳の頃、彼はレリア・パヴェーゼと結婚したが、彼は子供に恵まれなかった。その後、彼は単純で非難するところのない生涯を送り、その間に彼は多くの詩を作った。その内容は叙事詩、悲劇詩、牧歌、抒情詩、諷刺詩などである。
キアブレーラは1637年に85歳で死去した。彼の墓碑銘がローマ教皇ウルバヌス8世によって優雅なラテン語で書かれたが、彼の墓石に刻まれたのは、彼自身による2つの風変わりなイタリア語の六歩格であり、これを見る者はこの詩人自身の、ゴルゴタの丘よりもパルナッソス山を好まないようにという戒めを受けることになる。

## 作品観

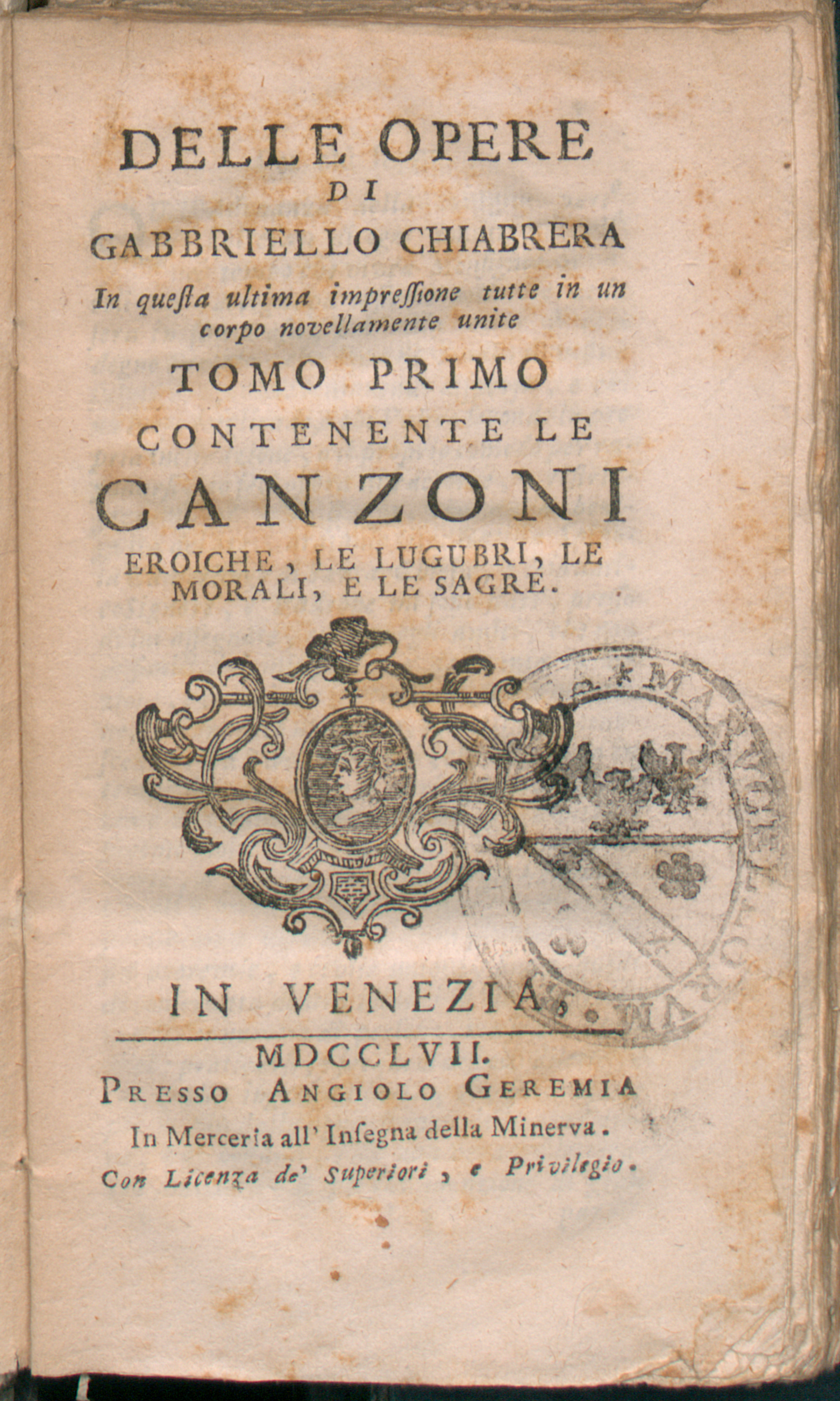
Opere, 1757

ストロペーとアンティストロペーの入念な華やかさをもった頌詩の作り手、新しく複雑なリズムの師、大がかりな言葉と混成した形容辞の考案者、大胆な置き換えや倒置の使用者、そして詩の言い回しの新たな系統の発明者として、キアブレーラがロンサールと比較されるのは驚くべきことではない。両者ともその栄光と同じように大きく、突然の失墜を被る運命であった。ロンサールはマレルブやフランス文学（と呼ばれるもの）に継承された。一方キアブレーラは偉大なイタリア人の最後のものであり、彼の後、イタリア文学はマンゾーニによる2度目の文芸復興までの間、衰退していた。しかしながらキアブレーラは、ただの革新者のそれは別として、優秀な人物であった。叙事詩や戯曲を別にすると、キアブレーラの作品の多くは現在も見て楽しむことが可能である。彼の壮大なピンダロス詩が愚鈍なものであることは事実だが、彼のカンツォネットは、ロンサールのアナクレオン的要素と同じように、非常に優雅なものである。彼の自伝的短編も非常に興味深いものである。ギリシャへの崇敬、旅と観光に対する喜び、親友や同輩と文学的会話をすることへの嫌悪、虚栄心と復讐心、教皇や王子たちによって彼に授けられた寵愛の記憶への誇り、ウェルギリウスの詩作と隠喩に関する「果てしない驚異（infinita maraviglia）」、男性韻と無韻詩への溺愛、ひそかなキリスト教精神—そういったものをもった純粋な古い詩人は、彼自身が発見と征服によって思い描いた芸術の「新世界」においてなされているよりも、より研究される価値のある人物である。